# Betheln
Betheln is een dorp en voormalige gemeente in de Duitse deelstaat Nedersaksen.

## Gemeente
De voormalige gemeente Betheln werkte met zes andere kleine gemeenten samen in de Samtgemeinde Gronau (Leine). Per 1 november 2016 is Betheln gevoegd bij de gemeente Gronau (Leine). Deze gemeente is een van de drie onderdelen van de Samtgemeinde Leinebergland, die gelegen is in de Landkreis Hildesheim. 
De oorspronkelijke gemeente Betheln bestond uit drie plaatsjes, die sedert november 2016 drie gelijkwaardige Ortsteile van Gronau (Leine) zijn, te weten:
- het eigenlijke dorp Betheln
- Eddinghausen, een kilometer ten zuidoosten van Betheln
- Haus Escherde, een kloostergoed twee kilometer oostelijk van Betheln.

### Wapens

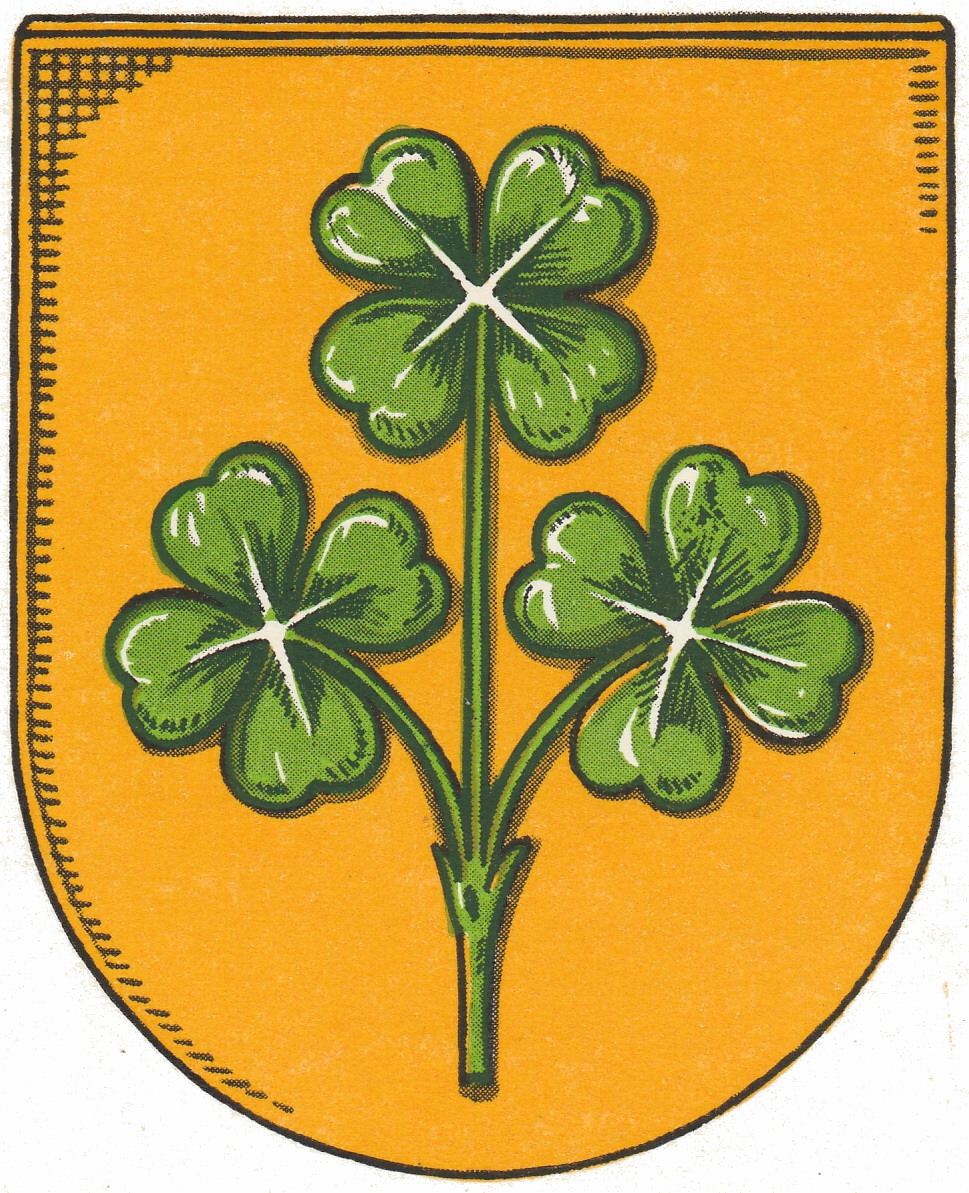
Wapen Eddinghausen
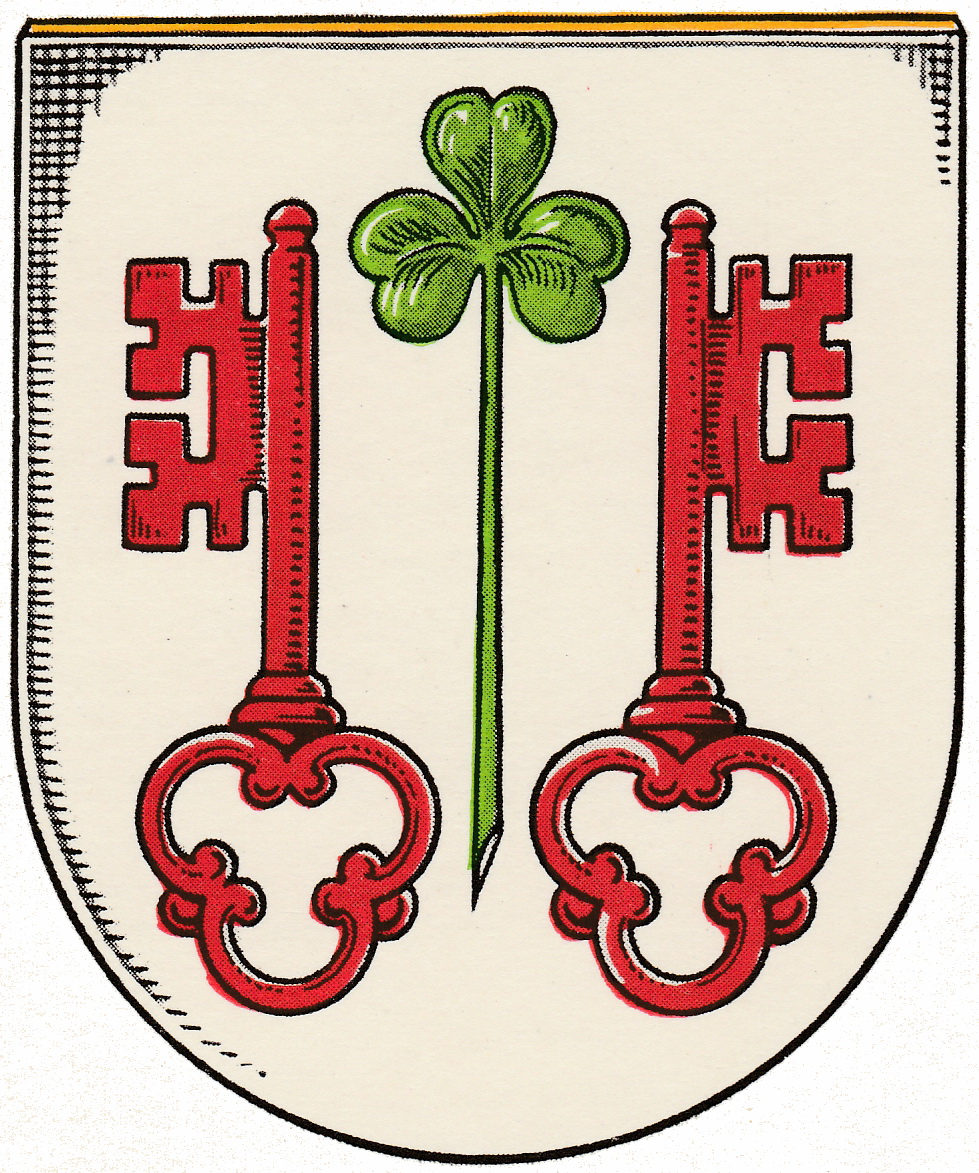
Wapen Haus Escherde

De wapens zijn in 1938 en 1939 officieel toegekend.

## Ligging, infrastructuur
Betheln ligt circa 5 kilometer ten noorden van Gronau (Leine) en is door een binnenweg noordwaarts verbonden met de van west naar oost lopende Bundesstraße 1. Gaat men daar rechtsaf, dan bereikt men de op 16 km gelegen stad Hildesheim.
Betheln ligt ten westen van de heuvelrug Hildesheimer Wald, een tot het Leinebergland behorende heuvelrug. Hildesheim ligt ten oosten van dit beboste gebied.

## Inwonertal; oppervlakte (in vierkante kilometers)
- Betheln zelf: 817 inwoners; 17,67
- Eddinghausen: 102 inwoners; 2,08
- Haus Escherde: 59 inwoners; 4,62

Totaal voormalige gemeente Betheln: 978 inwoners; 24,37 km2 oppervlakte.
De bevolkingsgegevens dateren van november 2016. Nadien zijn in de gemeente Gronau (Leine) de gegevens over het aantal inwoners niet meer uitgesplitst per dorp bijgehouden. De meeste christenen in deze dorpen zijn evangelisch-luthers.

## Geschiedenis
Ten noordoosten van Eddinghausen  en Betheln, in de heuvelrug Hildesheimer Wald, bevindt zich een oude, 15 hectare grote, ringwal met de naam Beusterburg. Waarschijnlijk was dit een beveiligde veekraal uit de Jonge Steentijd.
Betheln wordt in een document uit 1022 voor het eerst vermeld. In 1125 werd er de Sint-Andreaskerk gesticht. In 1714 werd het dorp Betheln door brand geheel verwoest. Deze brand was veroorzaakt door blikseminslag. De herbouw van de kerk was in 1733 voltooid.
In 1203 schonk een edelman, Lippold von Escherde, nabij Hildesheim een kerk en vier boerderijen aan de kloosterorde der benedictijnen. In 1236 verhuisde het klooster naar de huidige locatie. In 1523 kwam het gebied aan het ten gevolge van de Reformatie evangelisch-luthers geworden Vorstendom Calenberg en werd het klooster een luthers adellijk vrouwensticht. Het klooster werd na de Dertigjarige Oorlog in 1643 weer katholiek en kreeg in 1685 een barokke kloosterkerk. Na de secularisatie van alle kloosters, in 1803, werd ook dit klooster opgeheven; het landgoed werd staatseigendom en kreeg de naam Haus Escherde. De kerk werd aan de eredienst onttrokken en tot boerenschuur verbouwd. De inventaris van de kerk verhuisde naar rooms-katholieke kerken in de omgeving. Tot circa 1950 waren de fraaie, uitgestrekte tuinen rondom Haus Escherde voor het publiek opengesteld. Nadien werd de tuin veranderd in een weiland. Haus Escherde is als boerderij- en wooncomplex in gebruik, en niet toegankelijk.

## Bezienswaardigheden

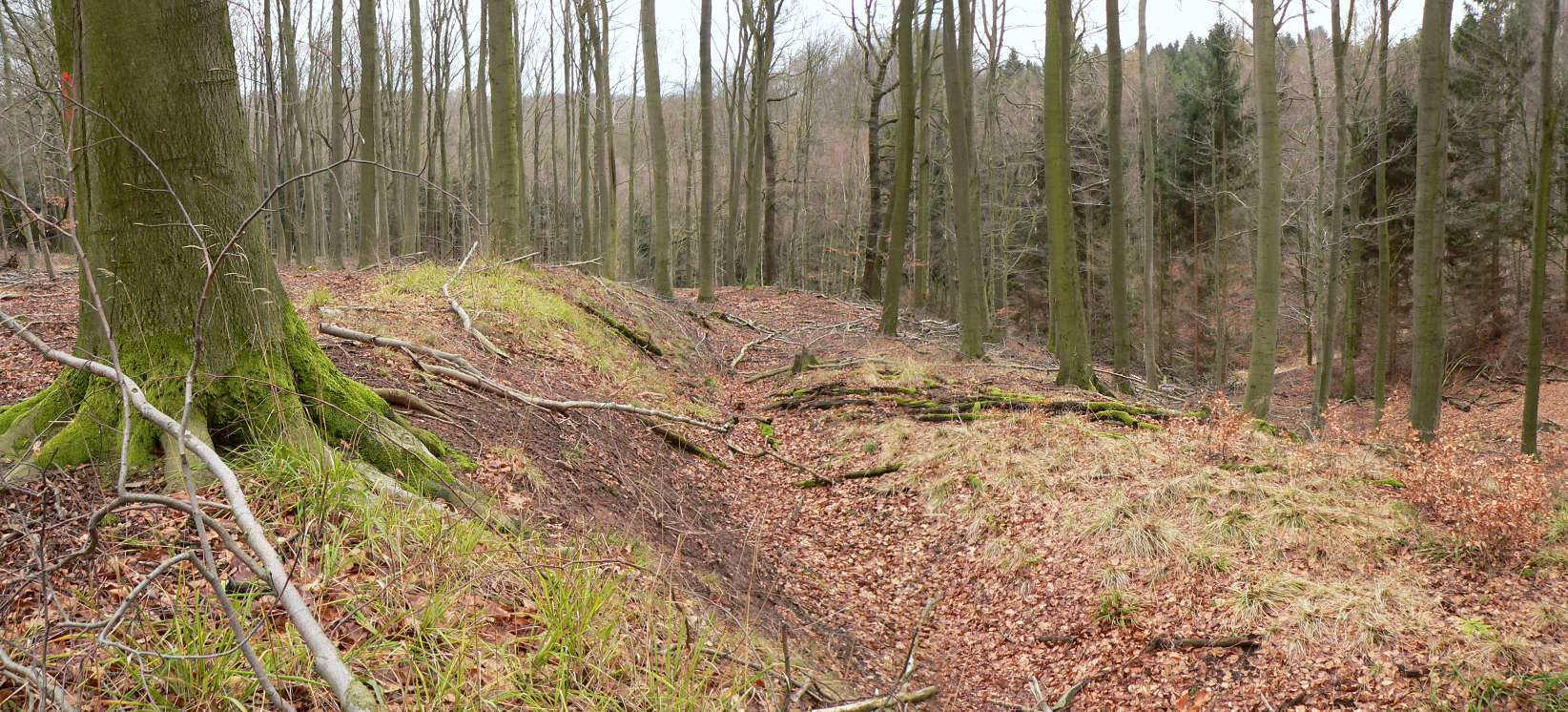
Wal en gracht Beusterburg
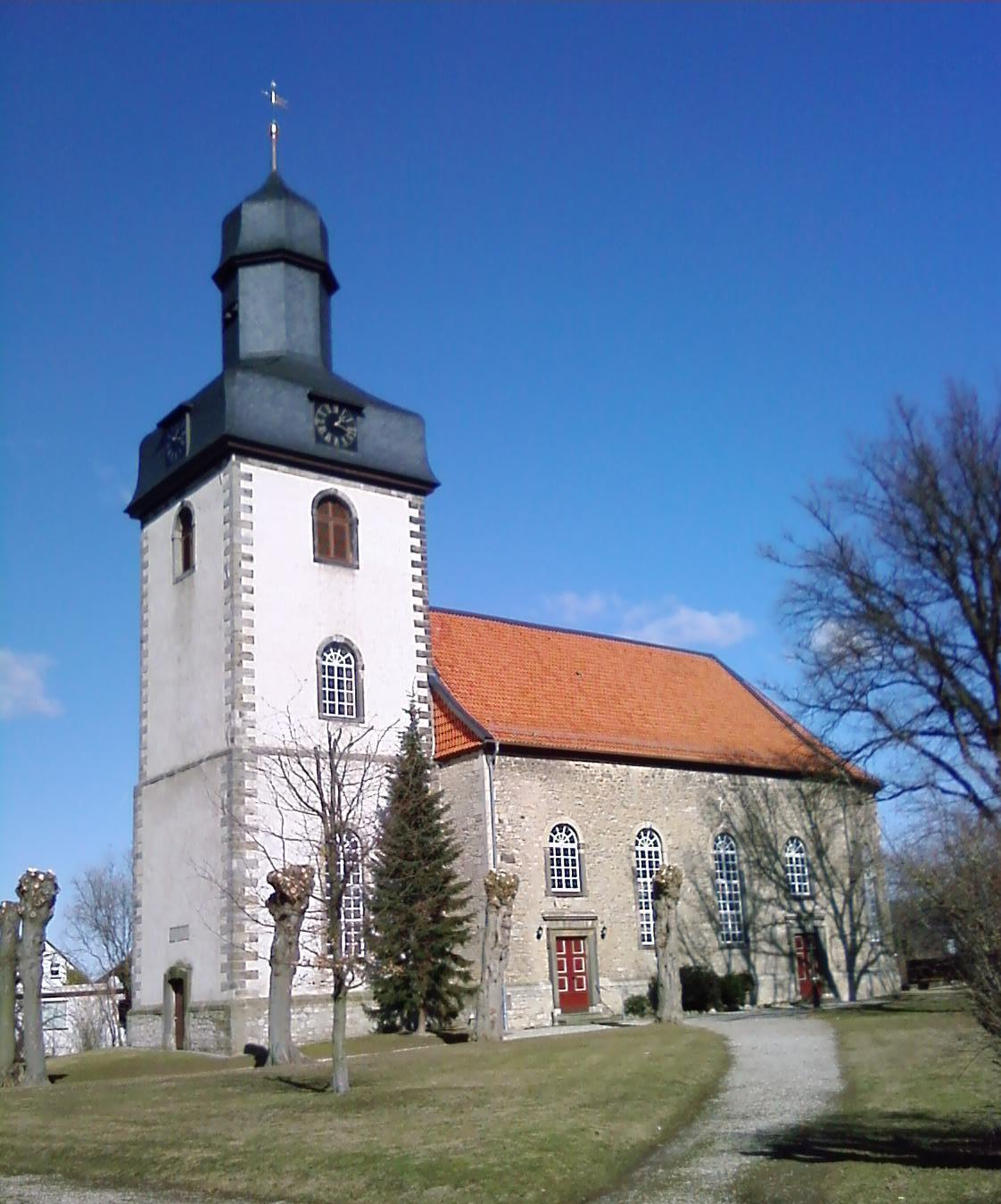
Sint-Andreaserk in Betheln
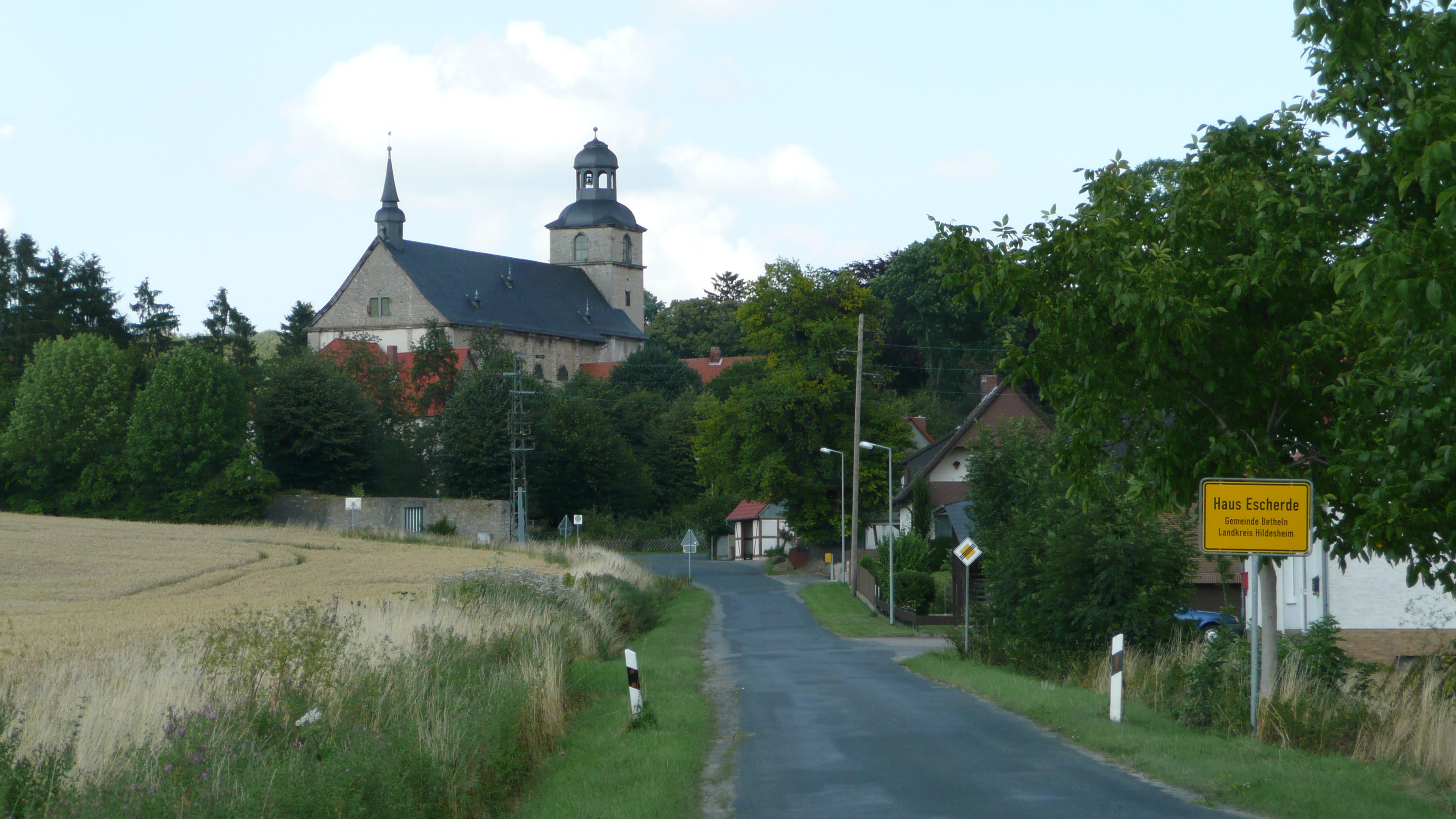
Gezicht op Haus Escherde vóór de gemeentelijke hervormingen van 2016

- Ten noorden en oosten van de drie beschreven dorpjes ligt het Hildesheimer Wald, een tot het Leinebergland behorende heuvelrug. Hier zijn enige wandelroutes uitgezet.
- Een geschikt uitgangspunt hiervoor is het voormalige klooster Escherde (Haus Escherde). In de voormalige molen, direct ten noorden hiervan, is een restaurant gevestigd. De eigenaresse hiervan heeft daaromheen fraaie, publiek toegankelijke, tuinen aangelegd.
- De uit 1733 daterende, evangelisch-lutherse St. Andreaskerk te Betheln, met toren uit 1795, heeft een grotendeels 18e-eeuwse inventaris. Het altaar uit 1734 is bezienswaardig.

- Gemeinsame Normdatei: 4699754-4
- Virtual International Authority File: 234790936

Adenstedt ·
Alfeld (Leine) ·
Algermissen ·
Almstedt ·
Bad Salzdetfurth ·
Banteln ·
Betheln ·
Bockenem ·
Brüggen ·
Coppengrave ·
Despetal ·
Diekholzen ·
Duingen ·
Eberholzen ·
Eime ·
Elze ·
Everode ·
Freden (Leine) ·
Giesen ·
Gronau (Leine) ·
Harbarnsen ·
Harsum ·
Hildesheim ·
Holle ·
Hoyershausen ·
Lamspringe ·
Landwehr ·
Marienhagen ·
Neuhof ·
Nordstemmen ·
Rheden ·
Sarstedt ·
Schellerten ·
Sehlem ·
Sibbesse ·
Söhlde ·
Weenzen ·
Westfeld ·
Winzenburg ·
Woltershausen